# Stefan Johannesson
Stefan Johannesson (Stockholm, 22 november 1971) is een Zweeds voetbalscheidsrechter. Hij is zowel actief op nationaal niveau in de Superettan en Allsvenskan als internationaal niveau in interlandwedstrijden en in de Europa League. Buiten het voetbal om is Johannesson actief in de verkeersleiding.
Johannesson begon als professioneel scheidsrechter in 1994 bij de Zweedse voetbalbond. Zes jaar later leidde hij zijn eerste wedstrijd in de Zweedse tweede divisie, de Superettan. In 2001 volgde zijn debuut in de hoogste nationale divisie, de Allsvenskan. In 2003 werd hij lid van de mondiale voetbalbond FIFA, waarna hij op 15 oktober van dat jaar voor het eerst verscheen op het veld in een internationale wedstrijd van betekenis, de ontmoeting tussen Steaua Boekarest en Southampton FC in de UEFA Cup (1-0, vijf gele kaarten). In het interlandvoetbal maakte hij twee maanden daarvoor zijn debuut. Op 20 augustus leidde hij de vriendschappelijke wedstrijd tussen Estland en Polen (1-2, 2 gele kaarten). Op 19 juli 2006 floot Johannesson een kwalificatiewedstrijd voor de UEFA Champions League tussen Apollon Limassol en Cork City FC (eindstand 1-1), waarbij hij in de laatste minuten vier rode kaarten uitdeelde, twee aan beide ploegen. Sinds zijn debuut in het Zweedse competitievoetbal floot hij 246 wedstrijden en in het internationale voetbal leidde hij tot op heden 74 wedstrijden en was hij assistent bij 14 duels. Opvallenderwijs leidde Johannesson zijn laatste drie interlands elk exact een jaar na elkaar, op 7 september.

## Interlands
| Datum            | Plaats                      | Wedstrijd                 | Uitslag | Competitie           | Kreeg geel | Kreeg voor de tweede keer geel en dus rood | Weggestuurd |
| ---------------- | --------------------------- | ------------------------- | ------- | -------------------- | ---------- | ------------------------------------------ | ----------- |
| 20 augustus 2003 | Tallinn, Estland            | Estland – Polen           | 1 – 2   | Vriendschappelijk    | 2          | 0                                          | 0           |
| 28 april 2004    | Kopenhagen, Denemarken      | Denemarken – Schotland    | 1 – 0   | Vriendschappelijk    | 2          | 0                                          | 0           |
| 17 augustus 2005 | Toftir, Faeröer             | Faeröer – Cyprus          | 0 – 3   | Kwalificatie WK 2006 | 7          | 1                                          | 0           |
| 3 juni 2006      | Praag, Tsjechië             | Tsjechië – Trinidad en T. | 3 – 0   | Vriendschappelijk    | 2          | 0                                          | 0           |
| 13 oktober 2007  | Jerevan, Armenië            | Armenië – Servië          | 0 – 0   | Kwalificatie EK 2008 | 5          | 0                                          | 0           |
| 6 september 2008 | Zagreb, Kroatië             | Kroatië – Kazachstan      | 3 – 0   | Kwalificatie WK 2010 | 5          | 0                                          | 0           |
| 12 oktober 2010  | Skopje, Macedonië           | Macedonië – Rusland       | 0 – 1   | Kwalificatie EK 2012 | 5          | 0                                          | 0           |
| 3 juni 2011      | Split, Kroatië              | Kroatië – Georgië         | 2 – 1   | Kwalificatie EK 2012 | 3          | 0                                          | 0           |
| 11 oktober 2011  | Alicante, Spanje            | Spanje – Schotland        | 3 – 1   | Kwalificatie EK 2012 | 4          | 0                                          | 0           |
| 7 september 2012 | Cardiff, Wales              | Wales – België            | 0 – 2   | Kwalificatie WK 2014 | 3          | 0                                          | 1           |
| 7 september 2013 | Ramat Gan, Israël           | Israël – Azerbeidzjan     | 1 – 1   | Kwalificatie WK 2014 | 4          | 0                                          | 0           |
| 7 september 2014 | Faro, Portugal              | Gibraltar – Polen         | 0 – 7   | Kwalificatie EK 2016 | 3          | 0                                          | 0           |
| 18 november 2014 | Vigo, Spanje                | Spanje – Duitsland        | 0 – 1   | Vriendschappelijk    | 1          | 0                                          | 0           |
| 3 september 2015 | Konya, Turkije              | Turkije – Letland         | 1 – 1   | Kwalificatie EK 2016 | 4          | 0                                          | 0           |
| 8 oktober 2016   | Londen, Verenigd Koninkrijk | Engeland – Malta          | 2 – 0   | Kwalificatie WK 2018 | 1          | 0                                          | 0           |

Bijgewerkt op 8 oktober 2016.